# Fjärilsim

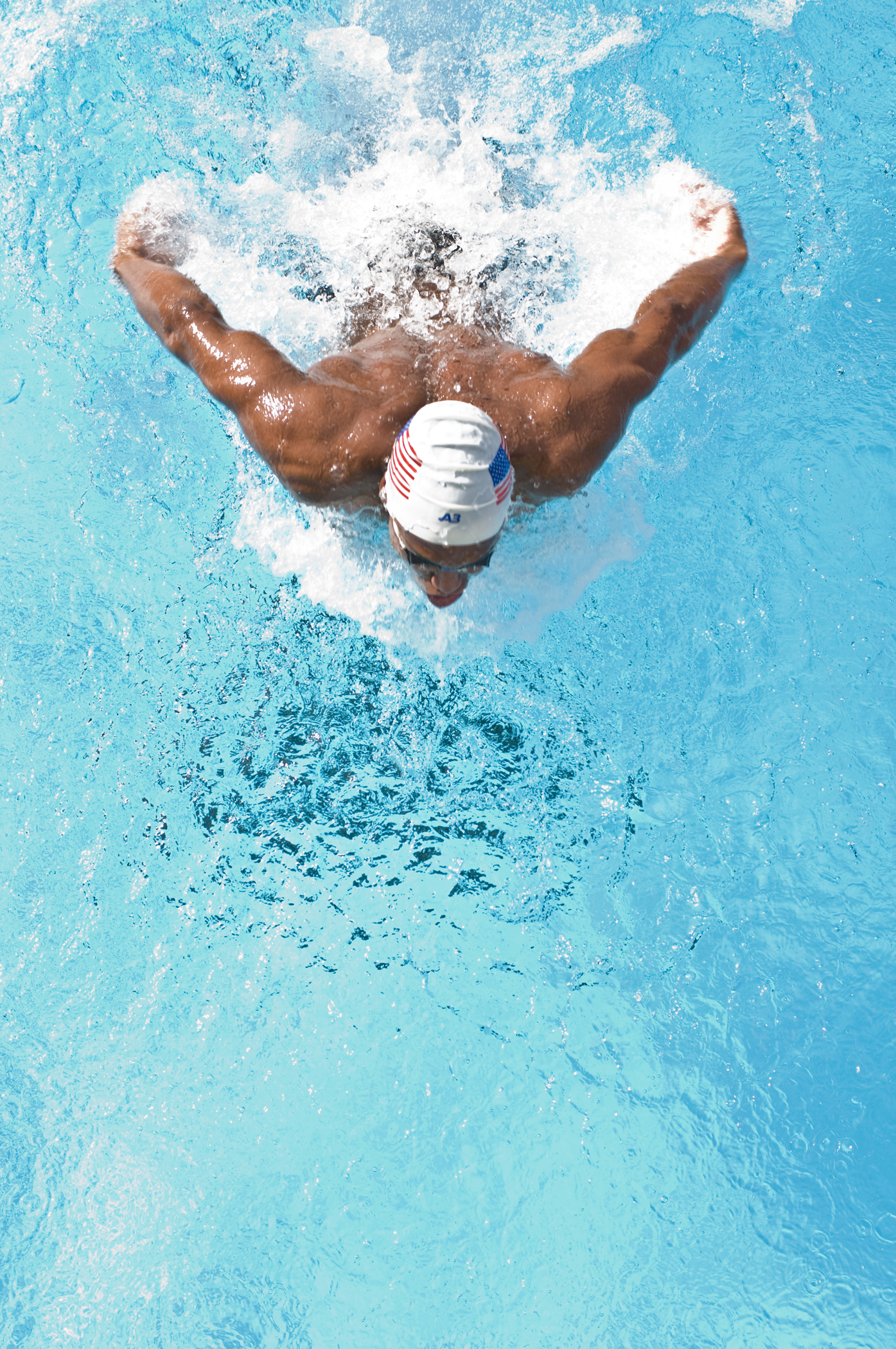
Fjärilsim

Fjärilsim (mindre ofta fjärilssim), i dagligt tal kallat fjäril, är en simstil som är det nyaste av de fyra simsätten. I armtaget rör sig båda armarna parallellt framåt ovanför vattenytan (viktig regelmässig skillnad mot bröstsim), sätts i vattnet framåtsträckta och dras bakåt. 

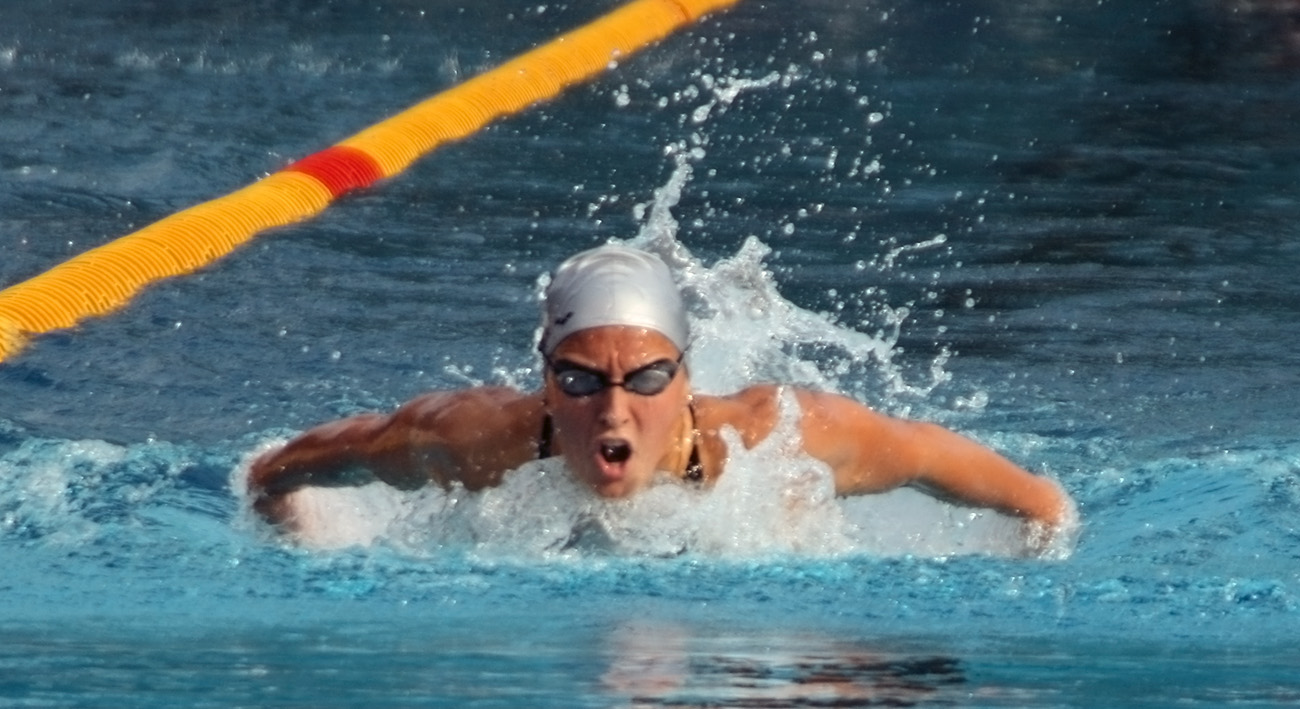
Nina Dittrich 200m Fjärilsim Schwechat 2008

Bentaget består av två jämfotakickar med benen ihop; en när kroppen dyker neråt i vattnet samtidigt som armarna sträcks precis när armarna lyfts upp ur vattnet efter att armtaget är klart. För att kunna få flyt i simningen när man simmar fjärilsim är det viktigt att bentagens kickar är synkroniserade och det är en av svårigheterna med att lära sig fjärilsim. Huvudet kan antingen vara riktat nedåt för att spara kraft på bekostnad av att man måste hålla andan, eller framåt alternativt åt sidan för att möjliggöra andning. För att få ett starkt armtag kan man använda en teknik som kallas "nyckelhålet", när man har armarna under vattnet så formar man draget som ett klassiskt nyckelhål samtidigt som man drar dem parallellt bakåt. 

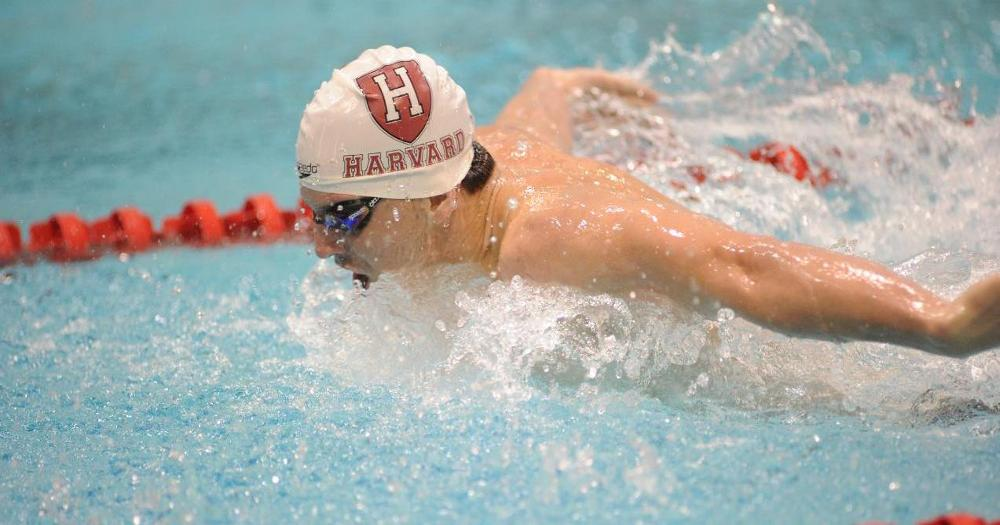
Fjärilsim

Fjärilsim anses som det allra svåraste och mest ansträngande av de fyra simsätten och det är i allmänhet det simsätt man lär sig sist. Fjärilsim blir mindre ansträngande om man undviker att andas på varje armtag, då man därigenom inte behöver lyfta huvudet så högt över vattenytan. För att lära sig fjärilsim är det vanligt att man tränar hoppfjäril, som går ut på att man på grunt vatten kan ta sig fram genom att dyka neråt i vattnet, nudda botten med händerna och hoppa upp genom att ta sats med fötterna mot botten. På detta sätt liknar armarnas rörelse per automatik armtaget i fjärilsim utan att man behöver bekymra sig för de tekniskt svåra bentagen.
Vid vändningar och målgång ska båda händer nudda väggen, något som är en nackdel för resultaten jämfört med t.ex. frisim. Denna regel kommer av att fjärilsimmet utvecklats ur bröstsim.
Fjärilsim är det näst snabbaste simsättet som finns beskrivet i FINAs reglemente, endast crawl är snabbare. Under vissa förhållanden kan ryggsim vara snabbare, nämligen längre sträckor såsom 200 m på kort bana, eftersom ryggsim har långsammare startmetod (i vattnet) men snabbare vändning. På långbana är fjäril något snabbare.

## Tävling
I fjärilsim tävlar man i distanserna 50, 100 eller 200 meter, för de yngsta simmarna kan ibland 25 meter också förekomma som distans. Dessutom ingår fjärilsim när man simmar medley (första simsättet individuellt, tredje i lagkapper). Under OS-tävlingarna i simning kan man individuellt endast tävla i fjärilsim på distanserna 100 och 200 meter. Vändningen i fjärilsim är densamma som i bröstsim, det vill säga båda armarna sätts i väggen bredvid varandra innan man vänder sig om och skjuter ifrån med benen. Även målgången är samma som i bröstsim, båda händerna sätts samtidigt i väggen.

## Historia
Under bröstsimmets historia som tävlingsgren har det inte skett någon större förändring vad gäller tekniken. Den största nyheten inom bröstsimmet var introduktionen av fjärilsimmet, i vilket armarna återfördes över vattnet istället för under. Detta simsätt användes första gången vid en tävling 1933 av Henry Myers. Under perioden mellan 1933 och fram till efter olympiaden 1952 då bröstsim och fjärilsim delades in i olika tävlingsgrenar, var det inte ovanligt att se bröstsimmare och fjärilsimmare i samma lopp. Simmare kunde också ses växla mellan bröstsim och fjärilsim i ett och samma lopp. 1952 blev fjärilsim en egen gren. Första OS var alltså 1956 i Melbourne. Reglerna ändrades och man tillät en benspark som liknar delfinens stjärtrörelse, vilket var mycket snabbare än bröstsimbentagen. Denna benspark hade utvecklats cirka 1935 men hade förbjudits i bröstsim.